# Estación de Carboneras de Guadazaón
Carboneras de Guadazaón es una estación de ferrocarril clausurada situada en el municipio español homónimo en la provincia de Cuenca, comunidad autónoma de Castilla-La Mancha. Disponía de servicios de media distancia operados por Renfe hasta el 8 de enero de 2021.

## Situación ferroviaria
La estación se encuentra en el punto kilométrico 189,1 de la línea férrea 310 de la red ferroviaria española que une Aranjuez con Valencia, entre las estaciones de Cañada del Hoyo y de Arguisuelas, a 1024 metros de altitud, lo que la sitúa como la estación con servicio de viajeros a más altitud de toda la línea.
El tramo es de vía única y está sin electrificar.

## Historia
Construido el edificio de viajeros entre 1921 y 1924, la infraestructura se enmarcó dentro de la línea Cuenca-Utiel que buscaba unir el trazado Madrid-Aranjuez-Cuenca con el Utiel-Valencia para crear lo que su época se conoció como el ferrocarril directo de Madrid a Valencia. Inicialmente adjudicado el proyecto a la Constructora Bernal, las obras fueron finalmente iniciadas en 1926 por la empresa Cesaraugusta S.A. quien compró los derechos a la anterior. La Guerra Civil marcó la rescisión del contrato en 1936 y la apertura parcial de algunos tramos más con fines militares que civiles.
Fue abierta la estación al tráfico el 25 de octubre de 1938, de la mano de MZA, al abrirse el tramo de 44,982 km entre las estaciones de Cuenca y Arguisuelas, tras sufrir la línea múltiples retrasos debido a la difícil orografía y a la Guerra Civil, faltando aún por abrir al tráfico ferroviario el tramo entre las estaciones de Arguisuelas y Camporrobles, de 47,066 km.
Concluido el conflicto una nueva constructora llamada ABC remataría la obra de la línea incluyendo algunos viaductos especialmente complejos. En 1941, con la nacionalización del ferrocarril, la estación pasó a depender de la recién creada RENFE. La inauguración total de la línea Cuenca-Utiel por parte del general Franco llegó el 25 de noviembre de 1947.
Desde el 31 de diciembre de 2004 Renfe Operadora explota la línea mientras que Adif es la titular de las instalaciones ferroviarias.
Desde el 4 de marzo de 2023 se encuentra clausurada y dada de baja como dependencia de la línea.

## La estación
Está situada al norte del núcleo urbano. Como todas las estaciones originales de este tramo de la línea fue diseñada por Secundino Zuazo dando lugar a edificios de dos plantas al que se anexan un torreón de una planta más. La base del torreón la forma una ventana mirador habitual en la arquitectura ferroviaria española. Los vanos alternan arcos adintelados con arcos de medio punto en una obra sin grandes alardes ornamentales que combina el ladrillo visto con la mampostería y la teja cerámica.  
Cuenta con dos andenes, uno lateral por el que se accede a la vía 2 y otro central por el que se accede a las vías 1 y 3.